# Občanská ústava duchovenstva

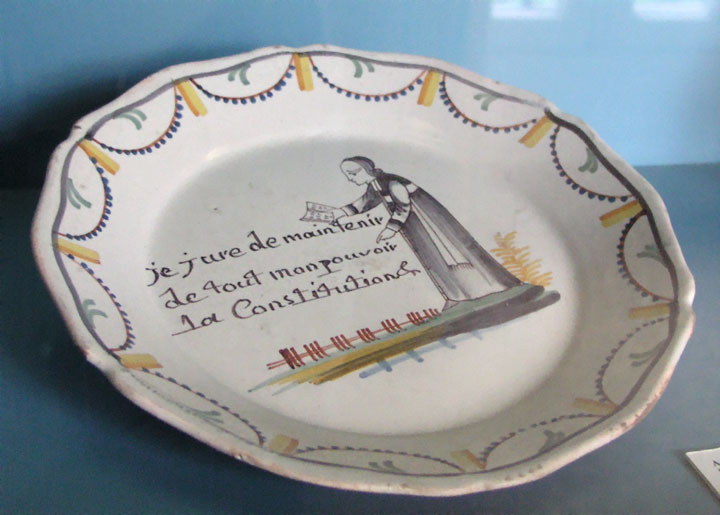
Pamětní talíř z roku 1790 s obrázkem faráře skládajícího přísahu ústavě

Občanská ústava duchovenstva (francouzsky Constitution civile du clergé) tvořila hlavní prvek integrace katolické církve do politického systému Francie během Velké francouzské revoluce. Na jejím základě se z duchovních stali lidem volení a státem placení úředníci státních farností a biskupství.

## Historie

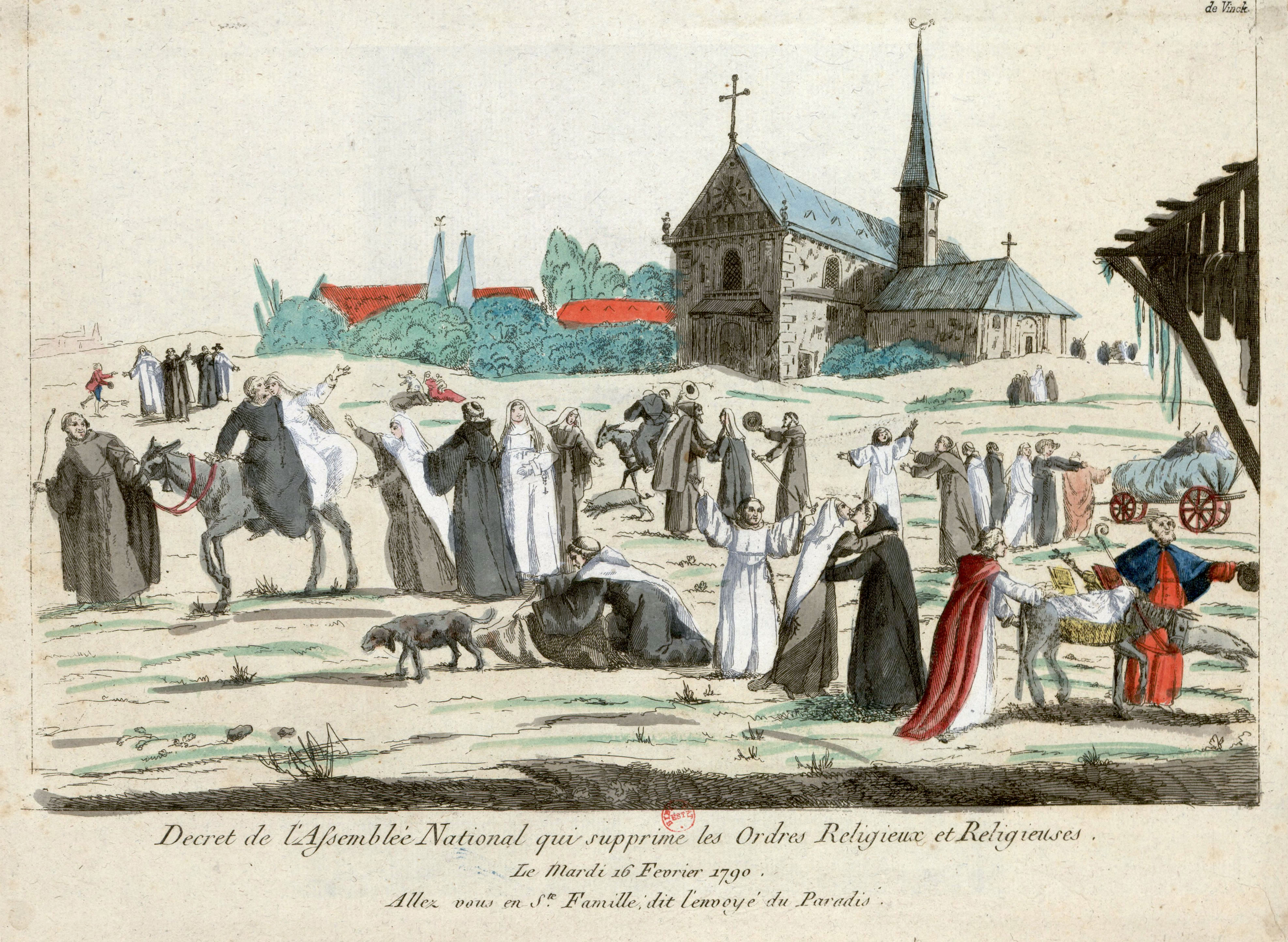
Karikatura mnichů a jeptišek užívajících si nově nabyté svobody

Francouzské Národní shromáždění zrušilo dne 13. února 1790 katolické řády a od 22. května probíhala debata o dalších duchovních. Dne 12. července 1790 byla odhlasována tzv. občanská ústava duchovních a 24. srpna byla vyhlášena.

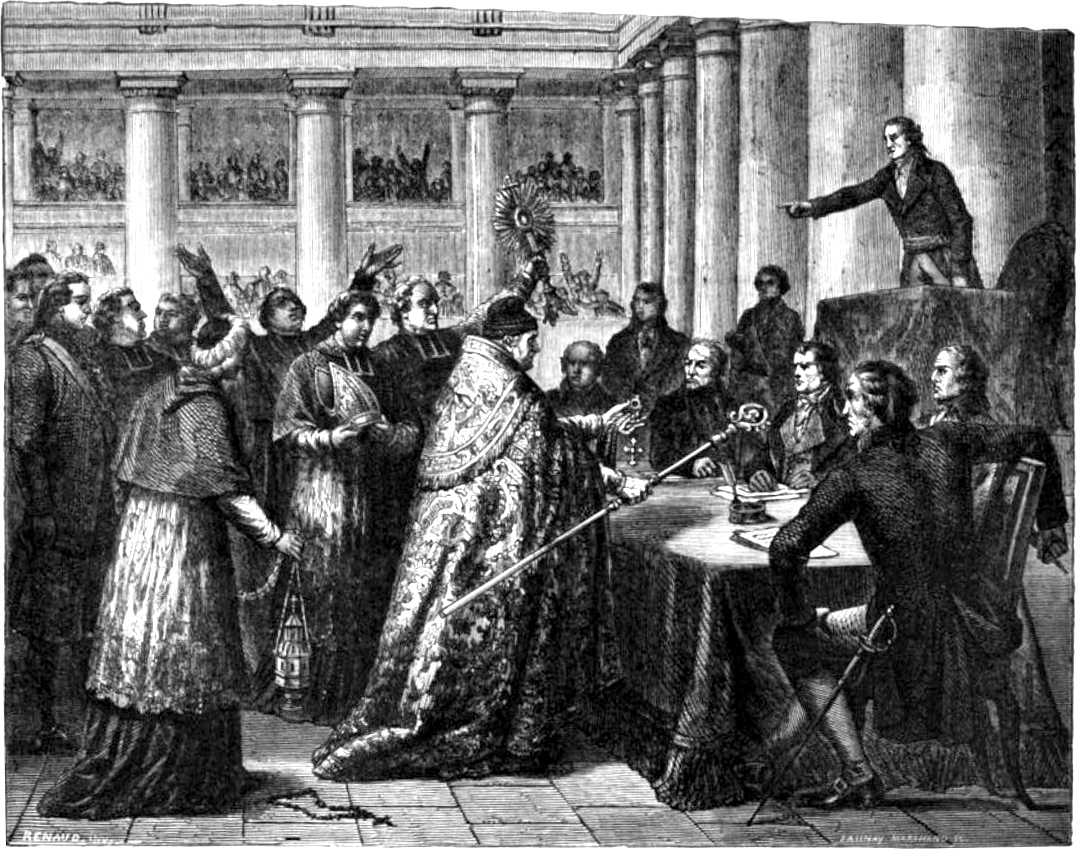
Katoličtí kněží skládají přísahu

Mapa zobrazující množství přísah kněží v roce 1791

Tato ústava se skládala ze čtyř částí, které se věnovaly církevním úřadům, platbě duchovních a dalším otázkám. Územní příslušnost diecézí se určila podle nově zřízených departementů, takže každý departement měl vlastní biskupství. Tím se počet biskupů snížil ze 139 na 83. Farnosti byly stanoveny s poměrem jednoho faráře na 6000 obyvatel. Biskupové a faráři se stali volenými státními funkcionáři. Biskupy volilo shromáždění kněží a laiků na úrovni departementů a stejně tak probíhala volba farářů na komunální úrovni. Dosavadní kapituly byly zrušeny a místo nich vznikly tzv. episkopátní rady. Duchovní byli na základě ústavy placeni státem.
Občanská ústava dokončila změnu francouzské církve na státní církev. Spojení s papežem bylo uvolněno. Nařízení došlá z Říma kontrolovala vláda, poplatky do Říma byly zastaveny a papeži byla odejmuta soudní pravomoc nad duchovními. Kurie byla o volbách biskupů a farářů informována, ovšem byla bez možnosti jakéhokoliv vlivu na jejich výsledek. Papež byl pouze uznáván jako symbolická hlava univerzální církve. Všichni kněží museli složit přísahu na republikánskou ústavu.
V roce 1791 civilní ústavu odmítl papež Pius VI. V té době složilo předepsanou přísahu zhruba 55 % kněžích na venkově a mezi 25 % a 48 % ve městech. Uvnitř francouzské katolické církve došlo po prohlášení papeže k napětí mezi kleriky věrnými ústavě a oddanými Římu, což mělo významný vliv na obyvatelstvo.
Dne 18. září 1794 proběhla odluka církve od státu a v únoru 1795 thermidorský Konvent tuto odluku potvrdil. Definitivní smír mezi Francií a papežem nastal až v roce 1801, kdy byl za vlády konzula Napoleona s Vatikánem uzavřen konkordát.